# هجرات سومرية
إن مجيء السومريين وزمن هجرتهم إلى وادي الرافدين وتحديد الجهة التي نزحوا منها يعد من القضايا المهمة التي شغلت بال المؤرخين والباحثين في حضارة العراق القديمة حتى باتت تعرف عندهم ب«القضية السومرية» وذلك لعدم وجود إشارة صريحة تفصح عن موطن السومرين الأول في ما نقب من ألواح غضارية عدا (ما نقله السومريون عن أنهم تركوا موطناً في أرض جبلية يمكن الوصول إليها بحراً). هذه الإشارة وإن كان يكتنفها الغموض حاول جملة من الباحثين البناء عليها بغية كشف ذلك الموطن فبرزت عندهم آراء عدة.

## الهجرة إلى وادي الرافدين

### نظرية الهجرة من شمال ايران
يرى المؤرخ بروسوس أنهم جاءوا عبر بلاد الفرس (ايران الحاليه) بقيادة زعيم يدعى أوانس. ويضيف جواد علي الذي تبنى الرأي نفسه «جاءوا إلى العراق من مهاباد في حوالي السنة 2100 ق.م وقد عرفت مهاباد باسم دلمون (تلمون) DILMON في نصوص السومريين وقد كانت مهاباد محطة مهمة ينزل فيها الناس في هجراتهم نحو الشمال». يعتمد هذا الرأي الذي أورده بروسوس ورجحه جواد علي النظرة القدسية الخاصة والتي كانت تحيط بدلمون عند السومريين والتي نجدها حاضرة في بعض القصص الشعبية والأساطير السومرية كملحمة جلجامش وأسطورة إنكي وننخرساك. إن المرجح في هذا الرأي اعتبار أرض البحرين محطة نزل بها السومريون عند مقدمهم من موطنهم الأصلي قبل أن يستوطنوا وادي الرافدين. وذلك لأن أرض البحرين سهلية وليس فيها سوى مرتفع واحد هو جبل الدخان وهذا يتعارض مع ما ذكر حول موطن السومرين الأول.

### نظرية الهجرة من الهند
يورد الدكتور جون ألدر رأيا اخر عن هجرة السومريين فيقول ما نصه:"ولايعرف المؤرخون على وجة التحديد من أين أتى هذا الجنس؟ ولكن أفراده كانت ملامحهم تشبة إلى حد كبير ملامح سكان أفغانستان وبلوشستان ووادي الهندوس، حتى أختامهم المثلثة الشكل كانت نفس الأختام التي اكتشفت في حفائر ذلك الوادي، أما حضارتهم وهندسة بناياتهم وفنونهم كانت تشبة حضارة وفنون سكان شمال غرب الهند وعلى ذلك نستطيع أن نقول: أنه ربما أتى بعض من هؤلاء من جنوب إيران والبعض الآخر من شمال الهند عن طريق البحر واستقر بهم المقام هناك. ولقد عرفت هذه الأرض في ما بعد أرض سومر.
وأيضاً يرجح هذه الفرضية دكتور هول أول منقب في مدينة أور السومرية ومسؤول قسم الآثار المصرية والآشورية في المتحف البريطاني حيث قال: «لقد كان السومريين بالتأكيد هنود النوع فشكل الوجه هو شكل الهنود الحاليين بلاشك، ونفس أسلاف العرق الدرافيدي منذ آلاف السنين ذوي العرق الهندي عبروا بلاد فارس براً وربما بحراً واستقروا في بلاد النهرين»
ومما ذكر في سبيل تعزيز هذا الرأي (إن الذي يتأمل في الرسوم والنحت في معابد السومرين ومبانيهم يلمح آثار الهند بكل وضوح، ولاسيما في الرسوم التي وجدت في خرائب مدينة «ديالا» السومرية، ومثل هذه الملامح تبدو كذلك واضحة المعالم في رسوم الأكاديين الذين ظهروا بعد السومرين.
كما من الملاحظ أنهم ربوا قطعان من الجاموس يُعتقد أن موطنها الأصلي الهند، فقد ثبت إن هناك نوع من الجاموس البري الذي لايدر الحليب. وفي الفلبين لايزال الجاموس عندهم من النوع الذي لاينتفع من حليبه.
ومما يمكن أن نعده تعزيزاً آخر لهذا الرأي ما وجد من أحجار رصعت بها أعين بعض التماثيل مثل «القيثارة الملكية» ذات رأس الثور فقد كان هذا الحجر من نوع اللازورد الأزرق وهو حجر غير موجود في منطقة ما بين النهرين والمناطق المجاورة ويشتهر وجوده في أفغانستان وباكستان في بيشاور وقد كان موجود في تلك المرحلة في قمم جبال باكستان. ومن أمثلتها الأخرى بوابة عشتار المغطاة بالكامل بحجر اللازورد والذي يبين مدى أهمية هذا الحجر.

### نظرية الهجرة من عيلام في غرب إيران
أما الخبير الآثاري هند كوك يرجح إن السومريين جاءوا من المنطقة العيلامية البطائحية حيث كان السومريون والعيلاميون يتكلمون بلغة غريبة غير سامية وكلاهما ورث عن أجداد العيلاميين ثقافة واحدة مشتركة وكلاهما استعمل الكتابة المسمارية. ويؤيد ذلك فرانك فورت أيضاً ويضيف إلى ذلك: «إن الخزف الذي صنعة السكان في جنوب ما بين النهرين يبين جيء به من فارس وقد احتفظوا في البداية بالرسوم الهندسية الشديدة التشابك التي كانوا يستعملونها في بلادهم الاصلية». وقد رجح هذا الرأي أحمد سوسة. للتقارب في طبيعة البيئة والحياة بين السومرين والعيلامين.

### نظرية الهجرة من الأناضول
أما أهم الاراء التي خلصت إليها الأبحاث الأخيرة ترجح أن السومريين نزحوا من مدينة «كايونو» في الأناضول حيث تعتبر من أقدم المدن في العالم وهذه المدينة يرجع تاريخها إلى الألف السابع قبل الميلاد وقيل إن مستوطنيها نزحوا إلى وادي الرافدين لنقص الغذاء أو كثرة السكان وفي هجرتهم هذه أخذوا القمح معهم وقاموا بزراعته في وادي الرافدين. ويُذكر أنهم أول من توصل إلى زراعته وهناك دلائل على ذلك منها إن القمح ينبت في أرضها بصورة طبيعية ويعتقد ان إنسان كايونو تعلم زراعة الحنطة بعدما استثمر تلك الحنطة البرية. ويُذكر أنه وجد في تلك المنطقة أدوات لطحن حبوب الحنطة وهذه الأدوات مصنوعة من الحجر وهي تشبة الإناء ومعها أداة أخرى تشبه القضيب تطحن تلك الحنطة. ولا زال المشتغلون على ألواح سومر وفك ألغاز حروفها أمثال العالم كزيو ماكاوا من جامعه كيوتو وغيره في طور كشف المزيد من تلك المعلومات.

### نظرية الأصل الطوراني والهجرة من أواسط آسيا
تعتبر منطقة جبال طوران في أواسط آسيا أصل هجرات الكثير من الشعوب التركية والهنغارية والفنلندية وسكان سيبيريا وغيرها، ويعتقد بعض الباحثين بأن السومريين كانوا من أوائل تلك الهجرات من أواسط آسيا والتي وصلت إلى بلاد الرافدين. فالمؤرخ أدماهلر (1906) توصل إلى نتيجة قطعية بإن السومريين من الناحية العرقية كانوا الأقرب إلى الطورانيين واعتبرهم من أحد الفروع القديمة للشعوب التركية. وكذلك كيولا فرانجي (1897) أكدت بأن السومريين كانوا من الطورانيين القدماء وأن لغتهم كانت قريبة من الهنغاريين. أما المؤرخ يوليوس أوبرت (في سنة 1869) وبمقارنة النحو والمفردات يتبين الصلة القريبة للغة السومرية بالتركية والفنلدية والهنغارية. وكذلك المؤرخ الفرنسي فرانسوا لينورمانت (1837- 1883) أثبت إن السومرية هي الأقرب إلى الفنلندية (الاوغرية) والتي هي فرع من المجموعة (الطورانية). أما أد سوموجي (1903) المتخصص في السومرية عرض وبالأمثلة القواعدية وبقاموس مفصل بأن السومرية كانت لغة من مجموعة الأورال- الألطاي وكانت الأقرب إلى الهنغارية. وزيكموند فاركا (1942) أستاذ اللغات الشرقية واستناداً ليس فقط على المفاهيم اللغوية بل وعلى المفاهيم الدينية والمراسيم الجنائزية والمعتقدات الشائعة أيضاً، أظهر بأن السومرية ذات قرابة إلى اللغات الهنغارية والأوكريانية-الفنلندية والتركية-التترية وأن هناك صلات بين السومريين وشعوب الأورال- الألطاي. والمؤرخ ساندر كيسوين (1887) توصل وبشكل لا لبس فيه إلى صلة السومرية بالهنغارية. أما إيدا بوبولا فقد كتبت مقالات عديدة وحددت فيها الكثير من المفردات الهنغارية الأساسية التي أشتقت من السومرية وكذلك وجدت الكثير من أوجه التشابه بين السومرية والهنغارية. كذلك حددت الكثير من الصلات والقرابة بين الديانات والأساطير والطقوس الجنائزية والمفاهيم الفلكية السومرية والهنغارية وفي النهاية توصلت إلى النتيجة القائلة بأن الهنغاريين ينحدرون مباشره من الأصول السومرية. وساندر ناكي حلل الكثير من أسماء المناطق والألقاب الحكومية والوظيفية الهنغارية في وثائق العصور الوسطى والتي تعتبر من أصول سومرية. واللغوي أندرياس زاكار أستخدم منهج الكلوتوكرونولوجي وهو منهج يستخدم لدراسة المفردات المشتركة بين لغتين وتوصل إلى أن 55 من 100 كلمة أساسية في الهنغارية والتي جمعت في قائمة البروفيسور هايمس كانت سومرية و9 منها كانت مشتقة من الأكدية. والبروفيسور بادين جوست والخبير في السومريات دافع وبقوة عن أقتراحه «مطابقة العرق واللغة الهنغارية - السومرية» في المؤتمر العالمي التاسع والعشرين للمستشرقين في باريس. وقد أكد كل من الباحثين المتخصصين كيزا ناكي وأد ماهلر وجوناس كالكوجي في مقالاتهم التي نُشرت في حوليات الأنثروكرافيا الهنغارية بأن اللغة والثقافة السومرية لها التأثير الكبير على أصول الماكياريين (المجريين).

### نظرية الهجرة من أرمينيا والقوقاز
وبعض العلماء والمختصين الأرمن يعتقدون إن السومريين ينحدرون من مرتفعات أرمينيا جنوب القوقاز مستدلين على ذلك ببعض الألواح الطينية السومرية التي وصفت بداية الخليقة في مرتفعات أرمينيا إضافة إلى مئات من الكلمات السومرية الموجودة في اللغة الأرمنية.

### نظرية الهجرة منأفريقيا
أما المستشرق واللغوي الفرنسي البروفيسور دو لا كوبري (1845-1894) فيعتقد أن السومريين كانوا ذوي بشرة سوداء وأصولهم أفريقية جاءوا إلى بلاد الرافدين من كوش التي تقع حالياً في السودان مستدلاً على ذلك بتسمية السومريين أنفسهم (ذوي الرؤوس السوداء).

### نظرية الأصل السامي والهجرة من الجزيرة العربية
ويرى آخرون أن السومريين من الأقوام التي هاجرت من جنوب العراق (الجزيرة العربية) لتؤسّس موطناً بديلاً لها في انحسار العصر الجليدي الأخير الذي بدأ فيه تصحّر الجزيرة العربية، تبعتها هجرات القبائل السامية الآرامية والعمورية من الجزيرة العربية إلى بلاد وادي الرافدين. ويذهب أحد أهم المدافعين عن هذا الرأي وهو عبد المنعم المحجوب في كتابه ما قبل اللغة إلى أن الأقوام التي هاجرت من الجزيرة العربية إلى الرافدين، تزامن ترحالها مع الأقوام التي هاجرت من الصحراء الكبرى إلى وادي النيل. وهذا الرأي -إن صح- فهو يعني ان السومريين أقوام سامية تعتبر من أسلاف العرب الحاليين شأنهم شأن الأكديين والكلدانيين والبابليين.

### المنشأ الرافديني
أما العراقي طه باقر يحتمل ان السومريين لم يأتوا من جهات بعيدة خارج العراق وإنما كانوا أحد الأقوام الذين عاشوا في جهة ما من وادي الرافدين في عصر ما قبل التاريخ ثم استقروا في السهل الرسوبي منه في حدود الألف الخامس قبل الميلاد أو بعد ذلك الزمن عندما أصبح هذا السهل صالحاً للسكن. وهذا الراي يناقض ما نقله السومريون عن أنهم تركوا موطنا في ارض جبلية يمكن الوصول إليها بحرا.

## مصير السومريين بعد اندثار حضارتهم
يظهر عرض اراء الباحثين في القضية السومرية شبه إجماع على قول بأن السومريين من الاقوام الوافدة إلى وادي الرافدين التي أسست لحضارة ظلت متواصلة لما يزيد على ثلاثة آلاف عام متتالية.
اما الوجهة التي اتخذتها تلك الاقوام بعد افول حضارتها فقد تعارضت فيها اراء الباحثين، فمنهم من ذهب إلى القول بذوبانهم في الاقوام الأخرى التي سكنت العراق، ورجح اخرون نزوحهم خارج وادي الرافدين، وذهب فريق ثالث إلى القول بوجود باقية لهم في اهوار جنوب العراق احتفظت بملامحها والكثير من طرق معيشتها الأولى التي تؤيد تلك الصلة. ومن أبرز الآراء حول مصير السومريين.

### تلاشي السومريين
يعتقد المؤرخ ديلا بورت ان السومريين قد تلاشوا في كفاحهم ضد العيلاميين وقد أحرقت مدنهم واختفت لغتهم ثم أصبحت مدنهم جزء من أكد. كما قال الباحثان دياكوف وكوفاليف في كتابهما الحضارات القديمة بما نصه (العموريين والعيلاميين قضوا على السومريين نهائيا)

### الانتقال إلى الأهوار
يقول هنري فيلد «ان سكان الاهوار هم النسل المباشر للسومريين الذين عاشوا في العراق قرابة خمسة الالاف عام خلت،منهم عشيرة آل غريج وعشيرة بني أسد وانهم دفعوا للحياة في الأهوار لغرض الحماية» وقد ذهب إلى ذلك الراي ويلفرد سيكر حيث يقول: (فقد كانت هذه الاهوار ملجأ أمينا لبقايا الشعوب المغلوبة منذ أقدم عصور التاريخ).
وممن يؤيد ذلك الراي العالم الآثاري سيتن لويد، فحينما تحث عن سكان الأهوار يقرر «إن حياتهم وظروفهم تشابه لحد بعيد حياة اولئك الاقوام القدماء الذين استوطنوا الدلتا التي كانت في دور الجفاف في عصور ماقبل التاريخ، وان مضايف شيوخهم الجميلة المدورة التي تشبة بناء الكنائس والمبنية كلها من القصب والطين تقرب لحد كبير جدا من ما يمثل الهياكل الاصلية للمعابد السومرية في الالف الرابع قبل الميلاد».
يبدو أن طرق معيشة سكان الاهوار المخالفة لجيرانهم البدو وغيرهم جعل بعض الباحثين يعتقد بانحدار سكان اهوار جنوب العراق من السومريين الأوائل، ولم يلتفتوا إلى ان البيئة هي التي فرضت على إنسان اهوار الجنوب نوع معيشته وطريقتها لحصول الموائمة والتكيف، وليس طرق المعيشة مختصة لجيل من الناس أو عرق من الأعراق، فقد استوطنت كثير من القبائل البدوية تلك المناطق.
إن فكرة انحدار سكان أهوار الجنوب من السومريين جعلت بعض الدارسين المحليين يفترض وجود جماعة مستقلة أو قبيلة معينة حافظت على كيانها عبر التاريخ لتكون شاهدا على تلك الصلة، وقد ذكروا تلك الجماعة بغير حجة تاريخية أو دليل معتبر، ساقهم إلى ذلك تقارب الألفاظ بين كلمة «سومر» وتلك الجماعة، كما فعل مهدي الحسناوي في كتابة الموسوم (الأهوار حضارة سومر) حيث يقول في معرض حديثه عن عشيرة الصيامر:«ويقول البعض ان هؤلاء من احفاد السومرين وانتقلت تسميتهم من (سيامر) إلى (صيامر)».
وقد ذكر ذلك الراي قبله عباس عزاوي نقلا عن محمد حسن حيدر والمرجح تاريخيا ان أصل تسمية صيامر نسبة إلى نهر من انهار البصرة يقال له الصيمر أو إلى قرية الصيمرة التي كانت على صدر ذلك النهر ثم اندرست عند اندراس البصرة القديمة فتفرق سكانها إلى البطائح ولقبوا باسم قريتهم.
وقد ذكر تلك القرية المندرسة غير واحد من الجغرافيين أمثال ابن حوقل وياقوت الحموي. والمعروف عن عشائر الأهوار إنها عشائر عربية يمانية لها أنساب معروفة.

### الهجرة إلى فلسطين
يذكر جون ساسون في كتابه«من سومر إلى أورشليم»: «إن الآثار التي اكتشفت تخبرنا بأن مدن سومر هدمت حوالي 2000 ق.م ولكن القصة التي تذكر تهديم مدن السومرين لاتقول ان السومرين قضي على مدنهم، ولاتقول لنا كذلك انهم اختفوا كشعب، وانما تشير إلى انهم تفرقوا وخرجوا من تلك المنطقة، أي انهم بقوا كناس مميزين ولكنهم خرجوا من ارض سومر ورحلوا عنها، ولم يخرجوا من ارض سومر وحدها بل تركوا وادي الرافدين كله، وذهبوا شمالا باتجاة حاران، وتقول التوراة ان هذه الجماعة كانت مكونة من إبراهيم النبي وتارح وابية لوط وغيرهم».
ويقول ساسون ان هذه المجموعة كانت تتكلم اللغة الأكادية (وهي لغة سامية) عندما كانت في سومر بعد أن اندثرت اللغة السومرية، وتبنت بعد ذلك لغة قريبة من الكنعانية ثم الكنعانية التي تفرعت عنها اللغة العبرية التي تكلمها اليهود في ما بعد.
ويضيف ساسون ان عدم ورود اسم سومر في التوراة ضمن مايسمى بملائمة الشعوب حيث جاء في سفر التكوين القول "وأبناء سام عيلام وآشور وازفخشد ولود وآرام) كما هو واضح من هذه الأسماء فإن سومر لم يذكر في اللائحة، المذكور هو سام وبعض الأسماء التي اطلقت على بلدان ظهرت في اوقات مختلفة على مقربة من سومر (لايعرف شيء في الوقت الحاضر عن ارفخشد ولود).ويتساءل ساسون عن سبب عدم ذكر سومر مع انها منطقة كانت في القلب من بقية الاقطار المذكورة.
ويقول على ان الجواب على هذا التساؤل الذي أصبح اليوم مقبولا من قبل الباحثين هو ماذكرة الاثاري المعروف صموئيل نوح كرايمر في كتابة«السومريون» حيث يقول أن سومر تكتب في الألواح المسمارية (شُومر) وليس سومر وسام الذي يكتب (شُم) في التوراة.
إن فكرة ارجاع الأصل اليهودي إلى عنصر ذات حضارة عظيمة لم يكن وليد فرضية جون ساسون بل سبق إلى ذلك العالم النفسي المعروف سيغموند فرويد حينما حاول ربط اليهودية بالعنصر المصري والحضارة الفرعونية.
اما بخصوص ماذكرة ساسون حول نزوح سكان سومر الجماعي –على فرضية حدوثة – وربطة بنصوص توراتية تشير إلى خروج إبراهيم الخليل مع عائلتة وتارح وأبيه لوط ماهي إلا محاولة من الكاتب لإثبات الاصل السومري لإبراهيم وهذا يتعارض مع رواية التوراة نفسها التي تذكر ان إبراهيم ينتمي إلى القبائل الآرامية وهي قبائل نزحت من وطنها الاصلي في جزيرة العرب واستقرت على ضفاف الفرات في شمال سوريا ثم نزل بعض اسرها إلى العراق ومن جلتهم أسرة إبراهيم.
والامر الآخر الذي يجب الإشارة إليه هو أن خروج إبراهيم إلى حران لم يكن جماعيا حتى يكون دليلا على أنه هجرة سومرية وانما برفقة افراد كما اشارت إلى ذلك التوراة نفسها. أما بخصوص محاولة إيجاد توافق بين لفظة شام أو سام وشومر فهي ظاهرة البطلان لما يوجد بين اللفظين من فرق شاسع يضاف إلى ذلك ان المجموعة السامية التي تذكرها رواية التوراة من عيلامين وآشوريين وارفكشاد ولوديين وآراميين وإن كانت تضم غير الساميين من لوديين وعيلاميين. لاتوجد بينهم وبين السومريين أي صلة من الناحية اللغوية أو الأنثروبولوجية.

## وصلات خارجية
ألفريد هاموري: "أصل السومريين والطوفان الكبير.